# Mazarine Pingeot

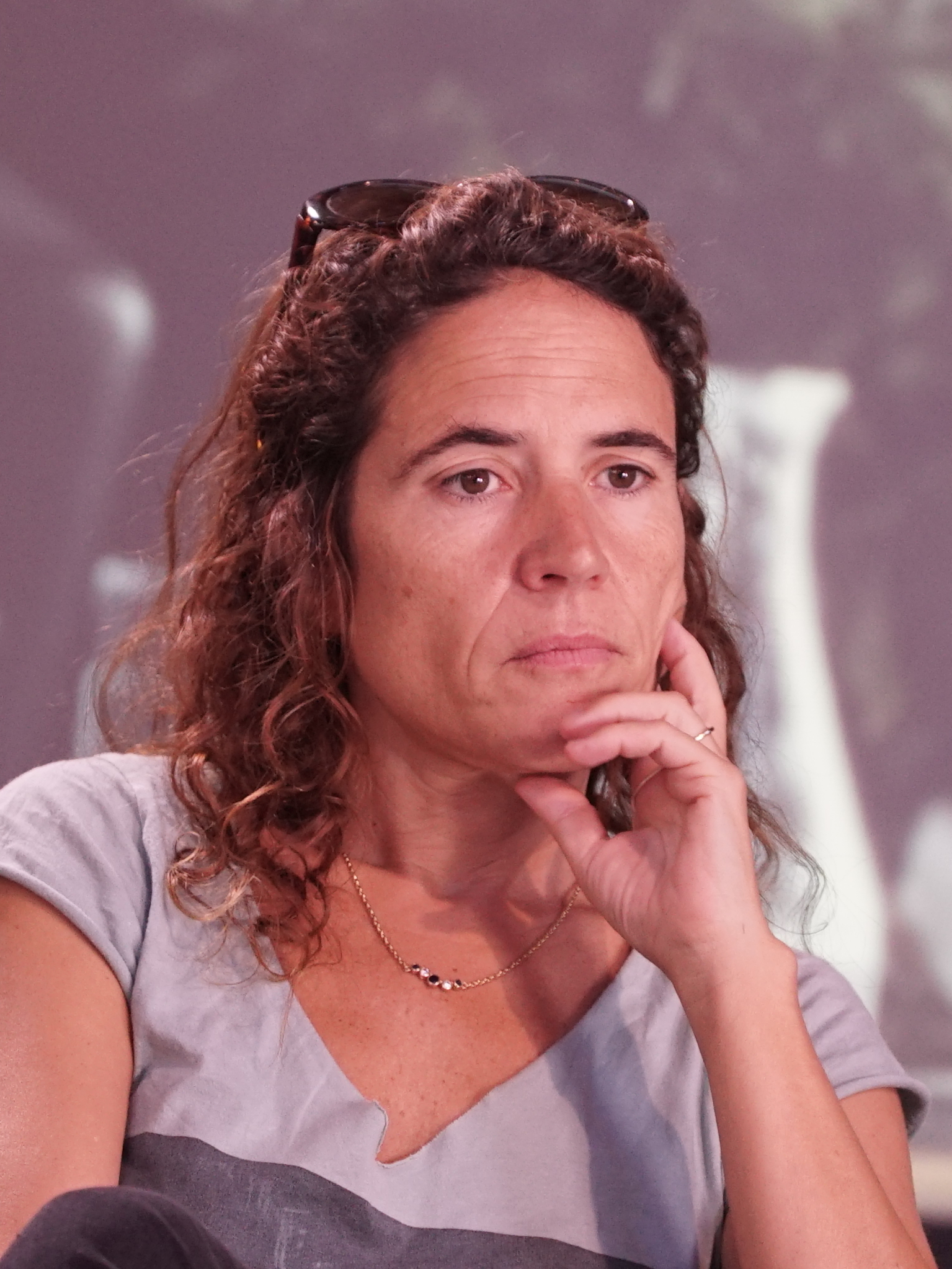
Mazarine Pingeot (2019)

Mazarine Marie Mitterrand Pingeot (* 18. Dezember 1974 in Avignon, Vaucluse) ist eine französische Schriftstellerin, Philosophin, Journalistin und gelegentliche Drehbuchautorin. Sie ist die Tochter von Anne Pingeot (* 1943) und François Mitterrand (1916–1996).

## Leben
Ihr Vater Mitterrand und ihre Mutter Anne Pingeot lernten sich 1961 kennen und hatten von 1962 bis zu Mitterrands Tod eine Beziehung. Mitterrand – ein hochrangiger Politiker, 1965 kandidierte er zum ersten Mal für das Amt des französischen Staatspräsidenten, 1981 wurde er in dieses Amt gewählt und 1988 wiedergewählt – ließ sich nicht von seiner Frau Danielle scheiden.
Mazarine Pingeots Existenz war eines der am besten gehüteten Staatsgeheimnisse Frankreichs. François Mitterrand erkannte seine uneheliche Tochter im Januar 1984 rechtlich an. Er lebte von seiner Ehefrau Danielle getrennt und war sehr bestrebt, seine Beziehung zu seiner „Zweitfrau“ und zur unehelichen Tochter zu verschleiern. Nach der Wahl ihres Vaters zum Staatspräsidenten wohnte Mazarine Pingeot mit ihrer Mutter von 1983 bis 1995 in einer fast 300 Quadratmeter großen Wohnung im Palais de l’Alma, einem Gebäude der französischen Regierung, in dem Mitarbeiter des Präsidialamts untergebracht sind. Mitterrand kümmerte sich um seine Tochter und besuchte sie häufig. Diese Besuche glichen oft Nacht-und-Nebel-Aktionen, wobei manchmal auch der französische Geheimdienst Hilfestellung leistete. Der Präsident und sein Apparat setzten ihre Autorität ein, um ihr einen Platz an dem renommierten Lycée Henri IV zu verschaffen. Dort besuchte sie nach dem Baccalauréat die geisteswissenschaftlichen Vorbereitungsklassen für die Aufnahme an französischen Elitehochschulen.
Im November 1994 – gut ein Jahr vor dem Tod des Präsidenten – machte die Zeitschrift Paris Match Mitterrands Vaterschaft und deren teilweise bizarre Umstände der Öffentlichkeit bekannt. Es existieren einige wenige Fotos, die Mitterrand mit der damals noch kleinen Tochter im Arm zeigen.
Pingeot absolvierte ab 1994 ein Studium an der École normale supérieure de Fontenay-Saint-Cloud. Sie bestand 1997 die Agrégation (Staatsprüfung für das höhere Lehramt) im Fach Philosophie und erwarb im Jahr darauf an der Université Paris-Sorbonne ein Diplôme d’études approfondies. Danach lehrte sie Philosophie an der Universität Aix-en-Provence, später an der Universität Paris VIII (Saint-Dénis) und schließlich am Institut d’études politiques de Bordeaux (Sciences po Bordeaux). Mit einer Arbeit über „Zeit und Subjektivität bei Descartes. Identität(en) und Erinnerung“ wurde sie 2016 an der Universität Paris VIII mit der Bestnote (Mention très honorable avec félicitations du jury) promoviert. 2023 wurde ihr die Habilitation à diriger des recherches (HDR) verliehen.
Pingeot veröffentlichte 1998 ihren ersten Roman unter dem Titel Premier roman.
Am 16. Juli 2005 berichtete die Zeitung France Soir, dass Mazarine Pingeot einen Sohn mit Namen Ascot bekommen hatte. Dieser sollte einem Interview zufolge im südfranzösischen Ort Gordes aufgezogen werden, in dem Pingeot in ihrer Kindheit viel Zeit mit ihrer Mutter und ihrem Vater verbrachte.
Näheres beschrieb Pingeot in ihrem 2005 erschienenen autobiografischen Buch Bouche Cousue (sinngemäß: „Redeverbot“). Nach eigenen Angaben war ihre Schwangerschaft für sie das „auslösende Element“, ihr Leben zu erzählen. Im Januar 2006 beschloss Pingeot, sich Mazarine Mitterrand Pingeot zu nennen.
Pingeot ist auch als Drehbuchautorin tätig. So war sie an den 2016 erschienenen Filmen Das unerwartete Glück der Familie Payan und Die Ökonomie der Liebe beteiligt.

## Werke (Auswahl)
Romane
- Die erste Metro. Roman („Premier Roman“, 1998). Goldmann, München 1998, ISBN 3-442-54121-2.
- Zeyn ou la Reconquête. Roman. Julliard, Paris 2000, ISBN 2-260-01512-3 (französisch).
- Le Cimetière des poupées. Roman. Julliard, Paris 2007, ISBN 978-2-260-01730-1 (französisch).
- Mara. Roman. Julliard, Paris 2010, ISBN 978-2-260-01764-6 (französisch).
- Pour mémoire. Julliard, Paris 2011.
- Bon petit soldat Julliard, Paris 2012, ISBN 978-2-260-02035-6 (französisch).

Essays und Erzählungen
- Ils m’ont dit qui j’étais. Essay. Julliard, Paris 2003, ISBN 2-260-01602-2 (französisch).
- Bouche cousue, Récit. Julliard, Paris 2005, ISBN 2-260-01730-4 (autobiographische Erzählung, französisch).
- Entretien avec René Descartes. Plon, 2011.
- Vivre sans. Une philosophie du manque, Climats, Paris 2024, ISBN 978-2-08-042791-5 (französisch).